# Kodipalya, Bangalore North
Kodipalya là một làng thuộc tehsil Bangalore North, huyện Bangalore Urban, bang Karnataka, Ấn Độ.